# Zacharias Allewelt
Zacharias Allewelt (1682 i Bergen – 1744 i København) var en dansk-norsk søofficer.
Førte i 1726 galioten Den unge Jomfrue i trekantfarten på Guineakysten og De dansk-vestindiske øer i Caribien. Senere sejlede han for Det Danske Asiatiske Compani, først som overstyrmand på skibet Slesvig, fra 1735 som søkaptajn på fregatten Dronningen af Danmark. Han gjorde tre ture til Kanton i Kina. Der lavede kinesiske skulptører to skulpturer af ham, den ene er på et museum i Arendal i Norge, den anden er på Handels- og Søfartsmuseet på Kronborg. 
Allewelt giftede sig i 1725 med Gjertrud Andersdatter Dahll fra Arendalsregionen i Norge. De boede skiftevis i København og på en lille ø ved Arendal.